# Раковець (притока Старої)
Раковець — струмок (річка) в Україні в Ужгородському районі Закарпатської області. Ліва притока річки Старої (басейн Дунаю).

## Опис
Довжина струмка приблизно 4,46 км, найкоротша відстань між витоком і гирлом — 4,23  км, коефіцієнт звивистості річки — 1,05 . Формується декількома струмками.

## Розташування
Бере початок на північній стороні від села Пацканьово. Тече переважно на південний захід і на північно-східній околиці села Лінці впадає у річку Стару, праву притоку річки Латориці.
Населені пункти на прибережній смузі: Гайдош.

## Цікаві факти
- На лівому березі струмка розташований Янкув верх (250,8 м)[3].